# موسى بن إسماعيل التبوذكي
أبو سلمة موسى بن إسماعيل المنقري البصري التبوذكي، ولد في صدر خلافة أبي جعفر المنصور. لقب بشيخ الإسلام، وهو أحد راوة الحديث النبوي.

## رواية الحديث
- وروى عن: أبان بن يزيد العطار، أعين الخوارزمي وهو من صغار التابعين، وجرير بن حازم، وشعبة حديثا واحدا، وجويرية بن أسماء، وحماد بن سلمة، والقاسم بن الفضل، وهمام بن يحيى، ومبارك بن فضالة، وأبي هلال، ويزيد بن إبراهيم التستري، ومحمد بن راشد المكحولي، وسليمان بن المغيرة، والضحاك بن نبراس، وعبد العزيز بن الماجشون، وعبد العزيز بن المختار، وعبد العزيز بن مسلم، ومهدي بن ميمون ووهيب، وابن المبارك، وحماد بن زيد حديثا واحدا.
- حدث عنه: البخاري، وأبو داود، والباقون عن رجل عنه، والحسن بن علي الخلال، ويحيى بن معين، ومحمد بن يحيى، وأحمد بن الحسن الترمذي، وأبو زرعة، ويعقوب الفسوي، وإبراهيم بن ديزيل، وإبراهيم الحربي، وإسماعيل سمويه، وأبو حاتم، ومحمد بن غالب تمتام، وابن وارة، وأبو الأحوص العكبري، ومحمد بن أيوب بن الضريس، والعباس بن الفضل الأسفاطي، وسبطه الإمام أبو بكر بن أبي عاصم، وأحمد بن داود المكي.[3]

## الجرح والتعديل
- قال أبو حاتم الرازي: ثقة ولا أعلم أحدا بالبصرة ممن أدركناه أحسن حديثا منه.[4]
- قال أبو حاتم بن حبان البستي: كان من المتقنين.
- قال أحمد بن صالح الجيلي: ثقة.
- قال الذهبي: الحافظ ثقة ثبت.
- قال عبد الرحمن بن يوسف بن خراش: تكلم الناس فيه وهو صدوق.
- قال علي بن المديني: من لم يكتب عنه كتب عن رجل عنه.[5]
- محمد بن سعد كاتب الواقدي: ثقة كثير الحديث.[6]
- قال هشام بن عبد الملك الطيالسي: ثقة صدوق.
- قال يحيى بن معين: ثقة مأمون.[7]
- قال ابن حجر العسقلاني: ثقة ثبت.[8]

## وفاته
مات بالبصرة في شهر رجب سنة 223 هـ.